# Jure Žagar
Jure Žagar ist ein ehemaliger slowenischer Skispringer.

## Werdegang
Žagar gab sein internationales Debüt in der Saison 1991/92 im Rahmen des Skisprung-Continental-Cups. Nach ersten Punktegewinnen gab er am 17. Januar 1992 in St. Moritz sein Debüt im Skisprung-Weltcup. Als 59. sprang er nur auf einen hinteren Platz und blieb damit ohne Weltcup-Punkte. Auch wenig später in Engelberg und am Saisonende in Planica konnte er sich nicht durchsetzen. Daraufhin blieb er auch weiterhin im B-Nationalkader.
Beim Skifliegen am Kulm in Tauplitz im Januar 1993 verpasste er als 37. erneut die Punkteränge. Im März erreichte er mit Rang 36 in Planica sein bestes Weltcup-Einzelresultat. Die Continental-Cup-Saison 1992/93 erreichte er mit 13 Punkten den 57. Platz.
Nachdem Žagar in der Saison 1993/94 konnte er sich erneut im Continental Cup nur schwer durchsetzen. Die Saison beendete er mit 79 Punkten auf dem 89. Platz der Gesamtwertung. Bei der Skiflug-Weltmeisterschaft 1994 in Planica verpasste er mit Rang 40 den zweiten Durchgang.
Nach der Saison beendete Žagar seine aktive Skisprungkarriere.

## Erfolge

### Continental-Cup-Platzierungen
| Saison  | Platz | Punkte |
| ------- | ----- | ------ |
| 1991/92 | 71.   | 09     |
| 1992/93 | 57.   | 13     |
| 1993/94 | 89.   | 79     |